# Philemon (genre)
Pour les articles homonymes, voir Philémon.
Genre
Philemon est un genre de passereaux de la famille des Meliphagidae.

## Liste des espèces
D'après la classification de référence (version 5.2, 2015) du Congrès ornithologique international (ordre phylogénique) :
- Philemon meyeri – Polochion de Meyer
- Philemon brassi – Polochion de Brass
- Philemon citreogularis – Polochion à menton jaune
- Philemon kisserensis – Polochion de Kisar
- Philemon inornatus – Polochion sobre
- Philemon fuscicapillus – Polochion sombre
- Philemon subcorniculatus – Polochion de Céram
- Philemon moluccensis – Polochion des Moluques
- Philemon plumigenis – Polochion des Tanimbar
- Philemon buceroides – Polochion casqué
- Philemon novaeguineae – Polochion de Nouvelle-Guinée
- Philemon yorki – (?)
- Philemon cockerelli – Polochion de Nouvelle-Bretagne
- Philemon eichhorni – Polochion de Nouvelle-Irlande
- Philemon albitorques – Polochion à nuque blanche
- Philemon argenticeps – Polochion couronné
- Philemon corniculatus – Polochion criard
- Philemon diemenensis – Polochion moine

## Répartition
Ces oiseaux peuplent l'est de l'Australie et le sud de la Nouvelle-Guinée. 

## Alimentation
Ils se nourrissent de nectar, d'insectes et d'autres invertébrés, de fleurs, de fruits et de graines.